# Lyndsy Fonseca
Lyndsy Marie Fonseca (Oakland, 7 gennaio 1987) è un'attrice statunitense.

## Biografia e carriera
Nasce ad Oakland, da genitori con origini portoghesi. Nel 2005 ha lavorato con Steven Robman per il film In dieci sotto un tetto, dove ha interpretato Sandy. Sempre nello stesso anno entra a far parte del cast ricorrente della serie televisiva How I Met Your Mother, dove interpreta la figlia di Ted Mosby. Deve la sua fama all'interpretazione di Coleen Carlton in Febbre d'amore, Dylan Mayfair nella serie Desperate Housewives e Alexandra Udinov in Nikita.

## Vita privata
Il 5 ottobre 2016 sposa l'attore Noah Bean, conosciuto sul set di Nikita, da cui ha avuto due figlie: Greta, nata nel febbraio 2018 ed Evelyn Estella, nata nel giugno 2022.

## Filmografia

### Cinema
- Intellectual Property, regia di Nicholas Peterson (2006)
- The Beautiful Ordinary, regia di Jess Manafort (2007)
- Kick-Ass, regia di Matthew Vaughn (2010)
- Un tuffo nel passato (Hot Tub Time Machine), regia di Steve Pink (2010)
- The Ward - Il reparto (The Ward), regia di John Carpenter (2011)
- Kick-Ass 2, regia di Jeff Wadlow (2013)
- The Escort, regia di Will Slocombe (2015)
- Curvature, regia di Diego Hallivis (2018)

### Televisione
- Febbre d'amore (The Young and the Restless) – serial TV, 88 puntate (2001-2005)
- Boston Public – serie TV, 4 episodi (2003)
- Malcolm – serie TV, episodio 5x13 (2004)
- NYPD - New York Police Department (NYPD Blue) – serie TV, episodio 1x14 (2004)
- How I Met Your Mother – serie TV, 65 episodi (2005-2014)
- In dieci sotto un tetto (I Do, They Don't), regia di Steven Robman – film TV (2005)
- Cyber Seduction: His Secret Life, regia di Tom McLoughlin – film TV (2005)
- Ordinary Miracles, regia di Michael Switzer – film TV (2005)
- Scarlett, regia di Steve Miner – film TV (2006)
- Phil dal futuro (Phil of the Future) – serie TV, episodio 2x22 (2006)
- Big Love – serie TV, 6 episodi (2006-2009)
- Close to Home - Giustizia ad ogni costo (Close to Home) – serie TV, episodio 2x14 (2007)
- CSI - Scena del crimine (CSI: Crime Scene Investigation) – serie TV, episodio 7x17 (2007)
- Dr. House - Medical Division (House) – serie TV, episodio 3x22 (2007)
- Heroes – serie TV, episodio 2x01 (2007)
- Desperate Housewives – serie TV, 18 episodi (2007-2008)
- Austin Golden Hour – serie TV, episodio 1x01 (2008)
- The Fish Tank, regia di Rob Greenberg – film TV (2009)
- Nikita – serie TV, 73 episodi (2010-2013)
- Agent Carter – serie TV, 7 episodi (2015-2016)
- Non avrai mai mia figlia (You Can't Take My Daughter), regia di Tori Garrett – film TV (2020)
- Turner e il casinaro - La serie (Turner & Hooch) – serie TV (2021-in corso)
- Prossima fermata: Natale (Next Stop, Christmas), regia di Dustin Rikert - film TV (2021)

## Doppiatrici italiane
Nelle versioni in italiano delle opere in cui ha recitato, Lyndsy Fonseca è stata doppiata da:
- Eleonora Reti in The Ward - Il reparto, Non avrai mai mia figlia, Prossima fermata: Natale, 9-1-1: Lone Star (st. 1)
- Federica De Bortoli in Nikita, CSI - Scena del crimine, Desperate Housewives (ep. 6x10)
- Benedetta Ponticelli in How I Met Your Mother (st. 9), Turner e il casinaro - La serie
- Virginia Brunetti in Kick-Ass, Kick-Ass 2
- Valentina Mari in Un tuffo nel passato, Agent Carter
- Letizia Scifoni in Dr. House - Medical Division
- Francesca Rinaldi in Desperate Housewives (st. 4)
- Tosawi Piovani in How I Met Your Mother (st. 1-ep. 2x08)
- Daniela Fava in How I Met Your Mother (ep. 2x09-st. 8)
- Veronica Puccio in 9-1-1: Lone Star (st. 4)